# Грикспор, Таллон
Таллон Грикспор (нидерл. Tallon Griekspoor; род. 2 июля 1996, Харлем, Нидерланды) — нидерландский теннисист; победитель четырёх турниров ATP (из них два в одиночном разряде); финалист Кубка Дэвиса 2024 в составе сборной Нидерландов.

## Общая информация
Отец — Рон (бывший гонщик по мотокроссу); мать — Моник (теннисный инструктор); есть братья-близнецы: Кевин и Скотт, которые также играли в теннис.
Начал заниматься теннисом в пять лет, смотря на старших братьев. Любимое покрытие — грунт; любимый турнир — Роттердам; кумиром в мире тенниса в период взросления называет Энди Маррея.

## Спортивная карьера
Грикспор в самом начале карьеры играл в серии «фьючерс» и серии «челленджер». Ему удалось выиграть пять титулов в одиночном разряде и семь титулов в парном разряде в рамках «фьючерсов». В туре «челленджер» ему удалось выйти в полуфинал в одиночном разряде в Альфен-ан-ден-Рейне, где он проиграл Томми Робредо. Самым большим успехом в парном разряде стал выход в финал в Схевенингене вместе с Тимом ван Райтховеном.
Свой дебют в ATP-туре Грикспор оформил на турнире в Роттердаме. В одиночном разряде он получил приглашение и в первом раунде встретился с Жилем Мюллером, которому уступил со счетом 3-6, 2-6. В Хертогенбоше он снова получил приглашение в основную сетку одиночного и парного разряда. В одиночном разряде он проиграл свой первый матч Вашеку Поспишилу в двух сетах. А в парном вместе с Дэвиду Пелу уступил дуэту Сантьяго Гонсалесу и Адилю Шамасдину.
В июле 2018 года в Тампере он выиграл свой первый титул на «челленджерах». Вышел в финал не проиграв ни одного сет и победил Хуана Игнасио Лондеро. Этот успех позволил ему впервые войти в топ-200.
В 2019 году он дебютировал за сборную Нидерландов по теннису в розыгрыше Кубка Дэвиса.
В 2020 году Грикспор впервые прошел квалификацию на турнир Большого шлема на Открытом чемпионате Австралии.
В 2021 году Таллон Грикспор смог выиграть в общей сложности 8 турниров Challenger за один сезон. Таким образом, он побил предыдущий рекорд — 6 выигранных турниров за сезон. При этом он выиграл пять турниров подряд в октябре и ноябре 2021 года. Кроме того, в том же году ему впервые удалось пройти квалификацию на Уимблдон, а также на Открытый чемпионат США, на котором он одержал свою первую победу в матче против Яна-Леннарда Штруффа. Эти достижения позволили Грикспору впервые в своей карьере войти в топ-100 мирового рейтинга.
На Открытом чемпионате Франции и Уимблдоне в 2022 году Таллон успешно преодолел первый круг, но уступил во втором.
В январе 2023 года на турнире в Индии, Таллон стал победителем, завоевав первый титул в одиночном разряде в ATP-туре. На Открытом чемпионате Австралии 2023 года Грикспор впервые в карьере вышел в третий круг турниров Большого шлема. В первых двух матчах ему удалось победить Павла Котова и соотечественника Ботика Ван де Зандсхюлпа, уступил же греку Стефаносу Циципасу.

## Рейтинг на конец года
| Год  | Одиночный рейтинг | Парный рейтинг |
| 2024 | 40                | 139            |
| 2023 | 23                | 110            |
| 2022 | 95                | 214            |
| 2021 | 65                | 351            |
| 2020 | 153               | 309            |
| 2019 | 178               | 484            |
| 2018 | 231               | 600            |
| 2017 | 232               | 380            |
| 2016 | 347               | 329            |
| 2015 | 598               | 669            |
| 2014 | 1 354             | 1 072          |

## Выступления на турнирах

### Финалы турнировATPв одиночном разряде (4)

#### Победы (2)
| Легенда                     |
| --------------------------- |
| Турниры Большого шлема (0)* |
| Итоговый турнир ATP (0)     |
| Мастерс (0)                 |
| АТР 500 (0+1)               |
| АТР 250 (2+1)               |

| Титулы по покрытиям | Титулы по месту проведения матчей турнира |
| ------------------- | ----------------------------------------- |
| Хард (1+2)*         | Зал (0+1)                                 |
| Грунт (0)           | Зал (0+1)                                 |
| Трава (1)           | Открытый воздух (1+1)                     |
| Ковёр (0)           | Открытый воздух (1+1)                     |

* количество побед в одиночном разряде + количество побед в парном разряде.
| №  | Дата          | Турнир                  | Покрытие | Соперник в финале | Счёт              |
| 1. | 7 января 2023 | Пуна, Индия             | Хард     | Бенжамен Бонзи    | 4-6 7-5 6-3       |
| 2. | 18 июня 2023  | Хертогенбос, Нидерланды | Трава    | Джордан Томпсон   | 6-7(4) 7-6(3) 6-3 |

#### Поражения (2)
| №  | Дата           | Турнир            | Покрытие | Соперник в финале | Счёт          |
| 1. | 6 августа 2023 | Вашингтон, США    | Хард     | Дэниел Эванс      | 5-7 3-6       |
| 2. | 6 апреля 2025  | Марракеш, Марокко | Грунт    | Лучано Дардери    | 6-7(3) 6-7(4) |

### Финалы турнировATPв парном разряде (3)

#### Победы (2)
| №  | Дата            | Турнир             | Покрытие   | Партнёр                | Соперник в финале             | Счёт           |
| 1. | 23 октября 2022 | Антверпен, Бельгия | Хард (зал) | Ботик Ван де Зандсхюлп | Рохан Бопанна Матве Мидделкоп | 3-6 6-3 [10-5] |
| 2. | 2 марта 2024    | Дубай, ОАЭ         | Хард       | Ян-Леннард Штруфф      | Иван Додиг Остин Крайчек      | 6-4 4-6 [10-6] |

#### Поражение (1)
| №  | Дата           | Турнир            | Покрытие   | Партнёр      | Соперники в финале                | Счёт              |
| 1. | 2 февраля 2025 | Монпелье, Франция | Хард (зал) | Барт Стевенс | Ботик ван де Зандсхюлп Робин Хасе | 7-6(7) 3-6 [5-10] |

### Финалы командных турниров (1)

#### Поражение (1)
| №  | Год  | Турнир       | Команда                                                            | Соперник в финале                                                     | Счёт |
| 1. | 2024 | Кубок Дэвиса | Нидерланды Б. ван де Зандсхюлп, Т. Грикспор, Й. де Йонг, У. Колхоф | Италия М. Берреттини, С. Болелли, А. Вавассори, Л. Музетти, Я. Синнер | 0-2  |